# شيترا (مسرحية)
تشيترا هي مسرحية قصيرة ذات فصل واحد من تأليف الشاعر الهندي الكبير رابندرانات طاغور، نُشرت لأول مرة باللغة الإنجليزية عام 1913 عن طريق جمعية الهند في لندن.  تستند المسرحية إلى جزء من قصة مأخوذة من ملحمة المهابهاراتا، وتركز على شخصية تشيتراڠادا، وهي محاربة أنثى تحاول كسب انتباه البطل أرجونا.
لقد قُدمت مسرحية تشيترا في عروض مسرحية حول العالم، كما تم تحويلها إلى عدة أشكال فنية مختلفة، منها عروض الرقص. 

## ملخص
تتكيّف المسرحية مع قصة تشيترانجادا وأرجونا من ملحمة "المهابهاراتا" الهندية، وتبدأ مع تشيترا وهي تشرع في محادثة مع مادانا، إله الحب، وفاسانتا، إله الربيع والشباب الأبدي.
يسألانها من هي وما الذي يؤرقها، فتخبرهما بأنها ابنة ملك مانيبور، وقد نشأت كصبي لأن والدها لم يكن له وريث ذكر.
رغم كونها محاربة عظيمة وبطلة مقدامة، فإنها لم تحظَ بفرصة أن تعيش كامرأة بحق، أو أن تتعلم فنون "الأنوثة الساحرة".
تروي تشيترا أنها التقت بالبطل المحارب أرجونا حين رأته في الغابة أثناء رحلة صيد، ومنذ تلك اللحظة وقعت في حبه، رغم علمها بأنه قد تعهد بعدة نذور، من بينها العزوبة لمدة اثني عشر عامًا.
وفي اليوم التالي، حاولت الاقتراب منه والتعبير عن مشاعرها، لكنه رفضها احترامًا لعهوده.
في لحظة يأس، تتوسل تشيترا إلى الإلهين أن يمنحاها يومًا واحدًا فقط من الجمال المثالي حتى تتمكن من كسب قلب أرجونا، ولو لقضاء ليلة حب واحدة.
يتأثر الإلهان بطلبها الصادق، ويقرران أن يمنحاها سنةً كاملة من الجمال المثالي، تقضيها إلى جانب أرجونا، على أمل أن تكتشف من خلالها جوهر الحب الحقيقي والهوية الذاتية.

### بداية اللقاء: فتنة الجمال وسؤال الهوية
تُفتتح المشهد التالي في المسرحية باندهاش أرجونا أمام جمال أخّاذ لم يسبق له أن رآه. يعبّر عن إعجابه البالغ بـ"المرأة المثالية" التي صادفها، دون أن يدرك أنها تشيترا نفسها، وقد مُنِحت جمالًا خارقًا بفعل تدخل الآلهة. 
تشيترا، متجسدة في صورة الجمال الكامل، تدخل إلى المشهد، وسرعان ما يبادرها أرجونا بالكلام، مفتونًا بها. يسألها عمّا تبحث عنه، فتجيبه بمكر: "أبحث عن الرجل الذي تشتاق إليه روحي."
يتبادل الاثنان حوارًا شاعريًا يكتنفه الغموض والرغبة، حتى تُفصح تشيترا له أخيرًا بأنها تبحث عنه هو بالذات. عندها، يُعلن أرجونا أن مقاومته للغواية قد انتهت، وأنه لن يلتزم بعد الآن بـعهده بالعفّة، الذي قطعه كمحارب متنسك.
غير أن هذا الاعتراف لا يُفرح تشيترا، بل يُغضبها ويحزنها في آن. فهي تدرك أن أرجونا لا يُحبها لذاتها، بل لجمالها الخادع، الذي منحته لها الآلهة.

عندها تخاطبه بحزم:
"لا تهب قلبك لوهم... الحب الذي يُبنى على صورة، ليس حبًا حقيقيًا."

### تحول داخلي: اعتراف تشيترا أمام الآلهة
في اليوم التالي، تعود تشيترا إلى الإلهين مادانا (إله الحب) وفاسنتا (إله الربيع)، وتعترف لهما بأنها أبعدت أرجونا عنها لأنها أدركت أنه وقع في حب صورة زائفة عنها، لا جوهرها الحقيقي.
يردّ الإلهان عليها بتوبيخ: فهما لم يفعلا أكثر من منحها ما طلبته هي بنفسها—الجمال المثالي الذي ظنّت أنه السبيل الوحيد لنيل حب الفارس أرجونا.
غير أن تشيترا تُقرّ بشعور غريب: أن الجمال الكامل الذي مُنِحَ لها يبدو ككائن منفصل عنها، كشخص آخر غيرها. وتضيف أنها حتى لو نامت مع أرجونا، فلن يكون ذلك حبًا لها بل انجذابًا لجمال خارجي لا يُعبّر عن شخصيتها الحقيقية.
ينصحها فاسنتا بأن تعود إلى أرجونا وتعيش معه عامًا كاملاً—فهذا هو زمن السحر الذي منح لها الجمال. وبعد انقضاء العام، عندما يزول مفعول السحر، سيكون أمام أرجونا الفرصة ليقع في حبّ تشيترا الحقيقية، الخالية من أي زينة أو سحر.

### سنة من القلق والانتظار
تعود تشيترا إلى أرجونا، وتعيش معه عامًا من الحب والرفقة، لكن داخلها شك دائم: هل سيظل يحبها عندما تنتهي المدة ويزول جمالها الساحر؟
تمرّ الأيام، ويبدأ أرجونا يشعر بضجر داخلي، ويتحدث عن رغبته في العودة إلى الصيد، إلى حياته السابقة. كما يبدأ بسؤال تشيترا عن ماضيها، عن عائلتها، عمّن قد يفتقدها في موطنها.
لكن تشيترا، تخفي حقيقتها، وتجيبه: "لا ماضٍ لي... أنا مجرد قطرة ندى عابرة."
يؤلمه جوابها، ويُدرك أن هناك غموضًا حزينًا يحيط بها لم يستطع الوصول إليه بعد.

### الليلة الأخيرة: الجمال للمرة الأخيرة
مع اقتراب نهاية العام، تطلب تشيترا من الآلهة أن يجعلوا آخر ليلة لها هي الأجمل على الإطلاق—في جسدها، وفي روحها، وفي حضورها مع أرجونا.
في استجابة شاعرية، يحقق لها الإلهان الأمنية، لتختتم رحلتها معه بلقاء تتجلى فيه ذروة الجمال والحقيقة معًا.
توتر العلاقة بين تشيترا وأرجونا
في مرحلة متقدمة من أحداث المسرحية، يسمع أرجونا عن الأميرة المحاربة تشيترا—دون أن يدرك أنها نفسها المرأة التي أمامه—ويبدأ بالتساؤل عمّا قد تكون عليه هذه المحاربة الغامضة.
لم تكن تشيترا قد أفصحت له عن اسمها الحقيقي بعد، فتطمئنه قائلة: إنه لو صادف "تشيترا" الحقيقية في الطريق، لما انتبه لوجودها أصلاً، وتُحاول إغراؤه للانشغال بها عن أفكاره، ولكن دون جدوى.
يرفض أرجونا محاولتها، موضحًا أنه سمع من بعض القرويين أن مملكة مانيبور تتعرض لهجوم، لكن تشيترا تطمئنه بأن المدينة مؤمّنة جيدًا. مع ذلك، يظل أرجونا منشغلًا بالتفكير في الأميرة المحاربة، التي تثير خياله ومشاعره أكثر من المرأة التي أمامه.
عندها، تسأله تشيترا بمرارة: "هل كنتَ ستحبني أكثر لو كنتُ مثل الأميرة التي تُعجب بها؟"
في ردّ صريح، يجيب أرجونا أنه لم يستطع أن يحبّها حبًا كاملاً، لأنها لم تُظهر له يومًا ذاتها الحقيقية. فحُبّه، بحسب وصفه، "غير مكتمل".
يلاحظ أرجونا أن هذه الكلمات آلمت تشيترا، فيُحاول مواساتها، دون أن يعلم أنه يُواسي في الحقيقة تلك المحاربة التي يشتاق لرؤيتها.
هذه اللحظة من المسرحية تُجسّد الصراع بين الصورة والحقيقة، وبين الحب المُتخيل والحب الصادق.
تشيترا، التي أخفت حقيقتها خلف جمال أُعطي لها مؤقتًا، تصطدم بشوق أرجونا لصورة مثالية لا يعرف أنها هي ذاتها.
أما أرجونا، فهو ضحية التصور المسبق عن المرأة القوية، دون أن يرى أن القوة والجمال والهوية تجتمع في امرأة واحدة أمامه، تنتظر أن تُحَب كما هي.
تنتهي مسرحية "تشيترا" بانكشاف الحقيقة: إذ تعترف تشيترا أخيرًا للبطل أرجونا بأنها هي الأميرة التي تحدّث عنها، وأنها توسّلت إلى الآلهة لتمنحها الجمال الفاتن كي تكسب قلبه.
وتُقرّ بأنها ليست مثالًا للجمال الكامل أو المثالي، لكنها تعرض عليه أن تبقى إلى جانبه إلى الأبد إذا قبلها على حقيقتها.
وفي لحظة حاسمة من الصدق الإنساني، تُفصح تشيترا أيضًا عن حملها بابنه، ما يجعل اعترافها يحمل طابعًا عاطفيًا ووجوديًا مزدوجًا: حبها، وأمومتها القادمة.
يردّ أرجونا على هذا الخبر بفرح كبير، مؤكدًا أن حياته قد أصبحت الآن ممتلئة ومكتملة، ليس فقط بالحب بل بالامتداد الإنساني المتمثل في الطفل المنتظر.

## الشخصيات
- مادانا : إله الحب.
- فاسانتا : إله الربيع والشباب الأبدي
- أرجونا : أمير من بيت كوروس، أرجونا هو محارب سابق يعيش كناسك منذ بداية المسرحية.
- شيترا : ابنة ملك مانيبور، نشأت شيترانجادا كصبي بسبب عدم وجود وريث ذكر.
- قرويون متنوعون

## استقبال
حظيت مسرحية "تشيترا" للكاتب الهندي رابندرانات طاغور بتقدير نقدي إيجابي على مر السنين، وقد وُصفت بأنها "تاج النصف الأول من مسيرة الشاعر الأدبية"، لما تمثله من نضج فكري وجمالي في نتاجه المبكر.   منذ كتابتها لأول مرة، عُرضت المسرحية بنُسَخ متعددة، وتم اقتباسها إلى أشكال فنية متنوعة، أبرزها الرقص الكلاسيكي، حيث أُعيدت قراءتها في قالب أدائي يعكس جماليات الأسطورة والهُوية الأنثوية.   في مقال نُشر سنة 1914 في صحيفة نيويورك تايمز، أُشير إلى أن طاغور من خلال شخصية "تشيترا" لامس موضوع النسوية الحديثة مستخدمًا أساطير هندوسية كإطار تعبيري، ما يعكس رؤيته التنويرية في تصوير المرأة ككائن مفكر وفاعل يتجاوز الصور النمطية السائدة في عصره. 

## التكيفات
تشترانغادا: التتويج بالأمنية (Chitrangada: The Crowning Wish) هو فيلم باللغة البنغالية صدر سنة 2012، من تأليف وإخراج المخرج الهندي ريتو بارنو غوش (Rituparno Ghosh). الفيلم مستوحى بشكل حر من المسرحية الشهيرة "تشيترا" (Chitra) للكاتب رابندرانات طاغور، ويعيد تصورها من منظور عصري يعالج قضايا الهوية الجندرية والتحول، مما يضفي على القصة الكلاسيكية أبعادًا جديدة ذات طابع شخصي واجتماعي.ا . 

## روابط خارجية
قالب:Rabindranath Tagore